# 日本大学スポーツ科学部

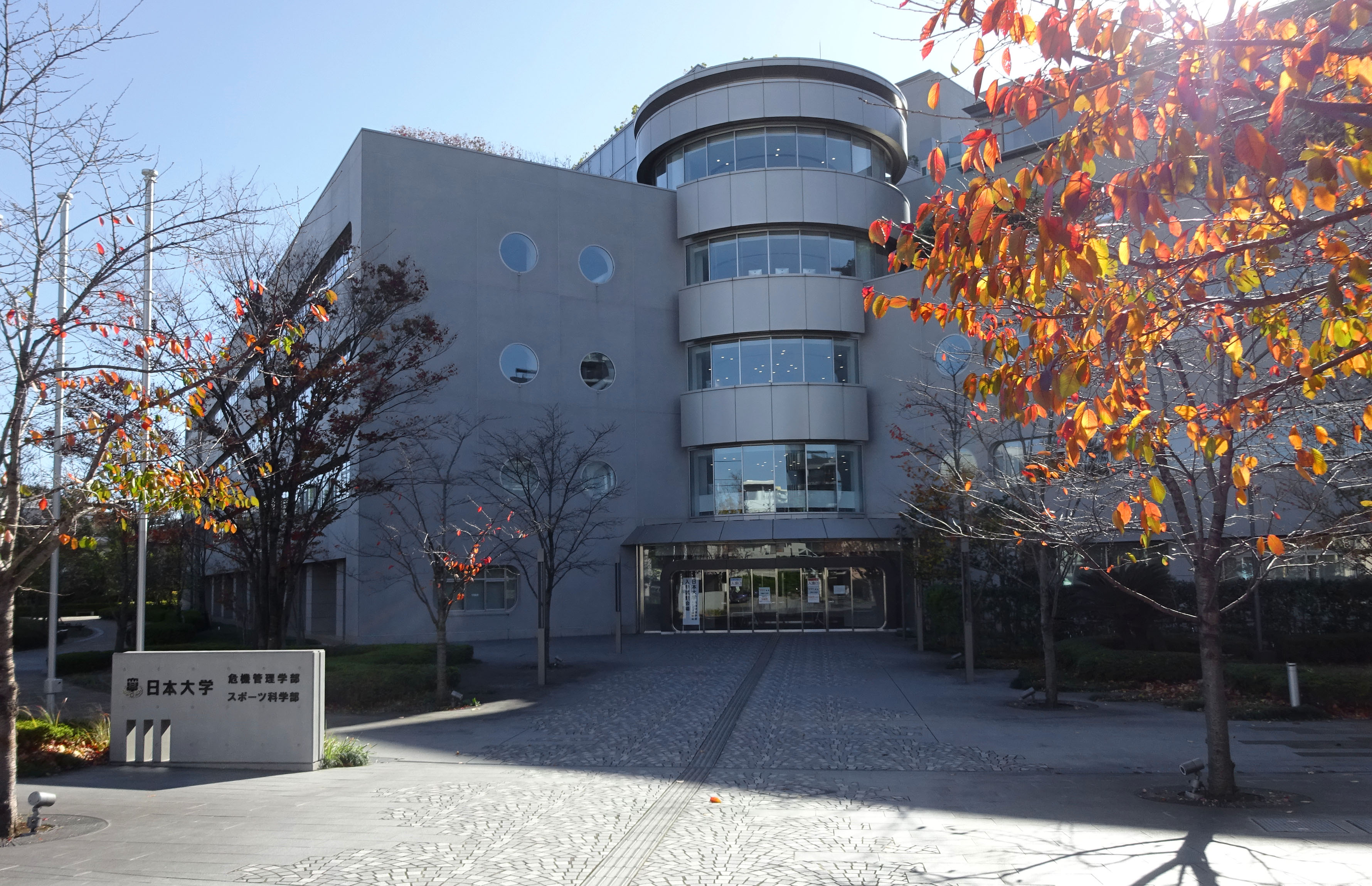
1号館

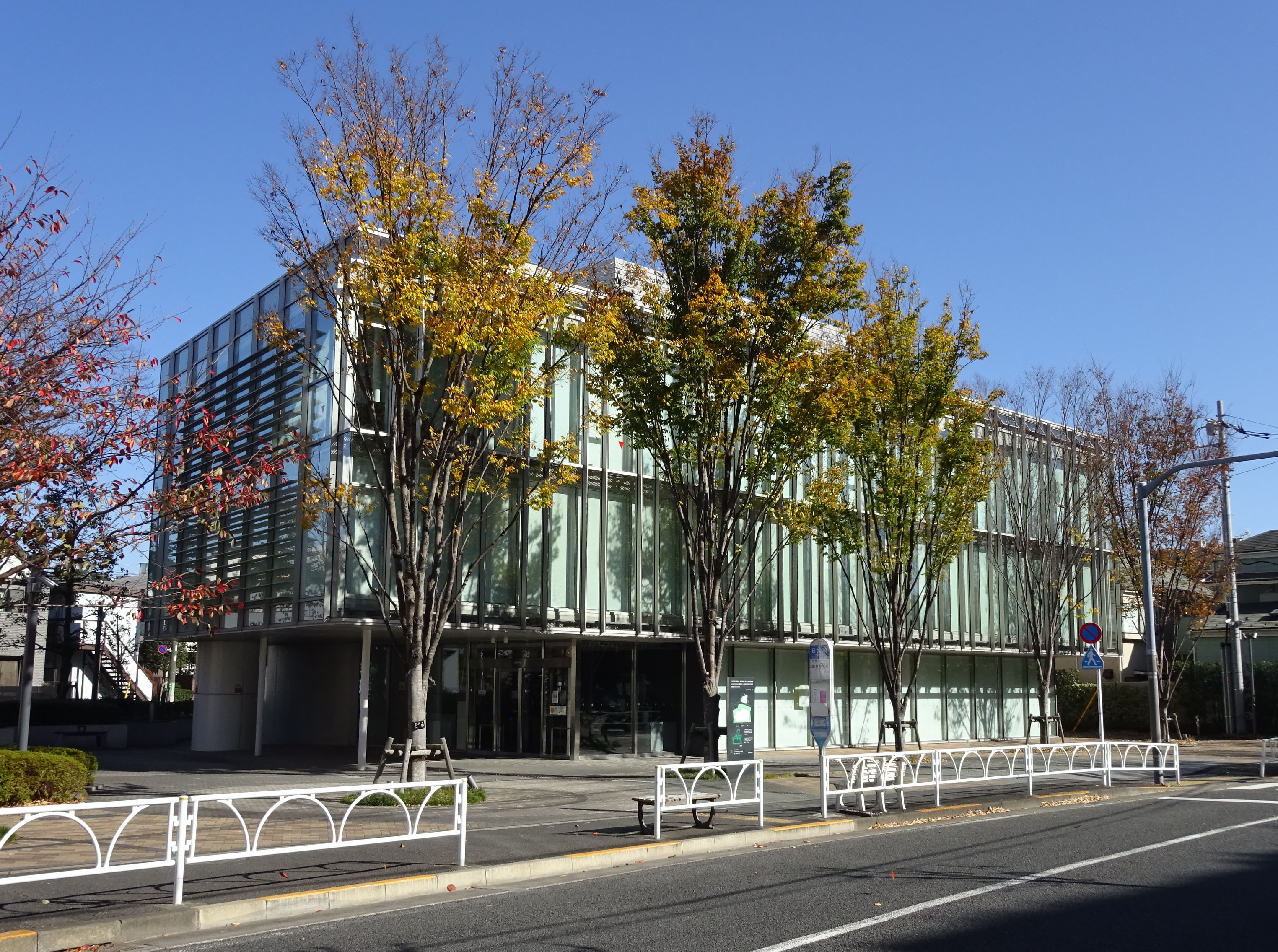
2号館

日本大学スポーツ科学部（にほんだいがくスポーツかがくぶ、College of Sports Science, Nihon University）は、東京都世田谷区下馬三丁目34-3-1にキャンパスを置くスポーツ科学を教育・研究する大学の学部である。キャンパスは同大学危機管理学部と共通。

## 概要
日本大学には、スポーツ科学部が設置される以前から、文理学部体育学科が既に存在しているが、同学部体育学科の場合は教員の育成を主体とした研究教育に対して、日本大学スポーツ科学部は、トップアスリートの養成を行っている。
大学に置かれる全学部の科目を履修できる相互履修制度があり、キャンパスに併設されている危機管理学部の科目を履修することも可能である。入学後は日本大学保健体育審議会競技部をはじめとする各団体に所属する。

## 施設
危機管理学部とスポーツ科学部の施設は一体化した2棟である。
- 1号館
  - 教室
  - 事務室
  - 食堂
  - アリーナ（体育館に相当）
  - プール
  - 体操場
  - 柔道場
  - 剣道場
  - 相撲場
  - トレーニングルーム
- 2号館
  - 図書館
  - ラーニング・コモンズ

設備
- グラウンド（東京都稲城市）
人工芝のサッカーコート（1面）の周囲に陸上競技トラックが敷設[3]。
- 低酸素室（三軒茶屋キャンパス）
低酸素空気発生装置で酸素濃度の低い状態を人工的に出し、その中でトレーニング及び実験が可能な施設である[3]。
- 流水プール（三軒茶屋キャンパス）
流水の抵抗を活かし、通常のプールよりも高い負荷をかけながらの水泳・トレーニングができる[3]。

## 学科
- 競技スポーツ学科

## 所在地
場所・交通機関
- 東京都世田谷区下馬3-34-1
  - 東急東横線「祐天寺駅」から、東急バスで10分「日大前」下車。
  - 東急田園都市線・世田谷線「三軒茶屋駅」下車、徒歩10分。

## 学生寮
- バンデリアン松戸（男子寮・千葉県松戸市）
- レガーメリアン宮坂（女子寮・東京都世田谷区）
- レガーメリアン赤堤（女子寮・東京都世田谷区）
- 目黒（東が丘）学生寮（仮称）（女子寮・東京都目黒区）

## 奨学金制度
- 日本大学エヌドット奨学金
- 日本大学校友会（奨学金付教育ローン）奨学金

## 関係者

### 著名な在学生
- 平野海祝 - スノーボード選手
- 大澤あねら - プロボクサー

### 著名な出身者
- 赤星優志 - プロ野球選手
- 原大智 -  モーグル選手
- 平野歩夢 - スノーボード選手
- 本多灯 - 競泳選手
- 池江璃花子 - 競泳選手
- 住吉輝紗良 - フリースタイルスキー選手